# Callicostella kreaniana
Callicostella kreaniana är en bladmossart som beskrevs av Pierre Tixier 1964-65 [1965. Callicostella kreaniana ingår i släktet Callicostella och familjen Hookeriaceae. Inga underarter finns listade i Catalogue of Life.